# Src (gen)
Proto-oncogene tyrosine-protein kinase Src eller Src är ett enzym som kodas av genen SRC.
Src uttalas "Sark", eftersom det är en kortform av sarkom, en form av cancer. Enzymet aktiveras av ett annat enzym kallat FAK när celler binder till extracellulärt matrix, vilket initierar en signaltransduktionsväg som orsakar bland annat ökad celldelning och minskad apoptos. Föga förvånande är mutationer på Src eller Src-reglerande enzymer ofta onkogena, det vill säga ger upphov till cancerceller.